# Yaakov Shabtai
Yaakov Shabtai (em hebraico:  יעקב שבתאי) (Tel Aviv, 1934 — 1981) foi um escritor e tradutor israelense.
Escreveu várias peças de teatros e romances, entre eles, Past Continuous (Passado Contínuo), base do filme de drama Zihron Devarim (Things) de 1995. Recebeu postumamente o prêmio literário israelense Agnon.

## Obras (seleção)
Obs.: títulos em inglês
- Past Continuous (Zikhron Devarim, em hebraico:  כרון דברים), Jewish Publication Society of America, 1985, ISBN 0827602391
- Past Perfect (Sof Davar, em hebraico:   סוף דבר), Viking Press, 1987, ISBN 0670813087
- Uncle Peretz Takes Off (Ha-Dod Peretz Mamree, em hebraico:   הדוד פרץ ממריא), Overlook, 2004, ISBN 1585673404